# Harat al-Sharqiyyah
Đông Hart (tiếng Ả Rập: الهرط الشرقي) là một ngôi làng Syria nằm ở phó huyện Al-Saan ở huyện Salamiyah, Hama. Theo Cục Thống kê Trung ương Syria (CBS), Đông Hart có dân số là 610 người trong cuộc điều tra dân số năm 2004.